# Willows Island
Willows Island är en ö i Kanada.   Den ligger i territoriet Nunavut, i den östra delen av landet, 2 000 km norr om huvudstaden Ottawa. Arean är 2,5 kvadratkilometer.
Terrängen på Willows Island är platt. Öns högsta punkt är 120 meter över havet. Den sträcker sig 2,7 kilometer i nord-sydlig riktning, och 1,7 kilometer i öst-västlig riktning.